# Évidemment
"Évidemment" é uma canção da cantora canadiana La Zarra, lançada a 19 de fevereiro de 2023. A música representou  França no Festival Eurovisão da Canção 2023 após a seleção interna de La Zarra pela France Télévisions.

## Festival Eurovisão da Canção
A 13 de janeiro de 2023, a France Télévisions anunciou oficialmente que a emissora havia selecionado internamente La Zarra para representar França no Festival Eurovisão da Canção de 2023, com a música oficialmente lançada a 19 de fevereiro de 2023. Segundo La Zarra, a canção que ela criou foi feita especificamente para o Festival Eurovisão da Canção.